# Hans Munch-Petersen
Hans Vilhelm Munch-Petersen (født 26. marts 1869 i København, død 8. september 1934 sammesteds) var en dansk retslærd, søn af medicinalhistorikeren, professor Julius Petersen, bror til Jon Julius Munch-Petersen og far til Arne og Erwin Munch-Petersen.
Munch-Petersen blev student fra Metropolitanskolen i 1886, cand. jur. 1891, modtog 1893 universitets guldmedalje for en retsvidenskabelig prisopgave, 1896 assistent i justitsministeriet, samme år dr. jur., 1899 docent, 1901 ordentlig professor ved universitetet, referendarius consistorii 1910-21, universitetets administrator 1921, udgiver af universitetets årbog 1907, rector magnificus 1923-24. Allerede Munch-Petersens disputats, Løftet og dets Causa (1896), bragte ham frem i første række af sin generations videnskabelig arbejdende jurister: ved talrige afhandlinger og lignende i Ugeskrift for Retsvæsen, Tidsskrift for Retsvidenskab ("Den saakaldte negative Kontraktsinteresse", XI, 1898), Tilskueren ("Procesret og Menneskeret", 1899) og andre hævdede og befæstede han denne plads. 
Munch-Petersen arbejdede ivrigt for reformer i eksamensstudiet; hans begynderbog Den borgerlige Ret i Hovedtræk (1901, 5. udgave 1921 med tillæg 1922) og hans praktiske samling Retstilfælde til Brug ved det juridiske Studium (1901, 3. udgave 1922) har vundet stor udbredelse og påskønnelse. På nært hold havde Munch-Petersen studeret procesreformernes gang i Europa, særlig i Østrig. Mens hans værk Den danske Civilproces i Hovedtræk (I 1906, II 1908, III 1915, IV 1911, 2. udgave 1915) var bestemt til at afløse Nellemanns og Deuntzers fremstillinger af den fældende proces, nedlagde han, delvis under påvirkning af de i udlandet modtagne indtryk, et betydeligt arbejde for den effektive indførelse af en dansk retsreform, således i skrifterne Retsreformen med Hensyn til vor Strafferetspleje (1902), Den nye Retspleje belyst i sine Grundtræk (1908) og Retspleje og Kultur  (universitetsprogram 1913), talrige afhandlinger og artikler i Tilskueren, Det ny Aarhundrede og navnlig Ugeskrift for Retsvæsen, hvis litterære afdeling han redigerede 1906-20, og i sin udgave af Lov om Rettens Pleje (1908 og 1909). 
Da retsreformen endelig i 1916 var kommet frelst i havn, var Munch-Petersen frem for nogen anden rustet til den videnskabelige behandling deraf, og allerede næste år forelå 1. bind af hans hovedværk Den danske Retspleje (I-V, 1917-19, med tillæg og fagregister 1919, 2. udgave, 1923 ff.), hvortil knytter sig Retsplejeloven af 11. April 1916 med senere Tillægsbestemmelser, Henvisninger og udførligt Fagregister (1919) med Tillæg (1922) og Nævninger. En almenfattelig Oversigt (1919). Ligesom Munch-Petersen med stor kraft er optrådt som den årvågne hævder af de i den ny proceslovgivning nedlagte principper, har han, for med egne øjne at iagttage dens udførelse i praksis, fra 1919 modtaget konstitution såvel i Københavns Byret som i landsretterne og Sø- og Handelsretten. 
Munch-Petersen var ikke politisk aktiv, men med et skarpt blik for den bestående sociale ulighed ønskede han en radikal omformning af lovgivningen i socialistisk ånd — Den danske Lovgivning og den sociale Retfærdighed (1906), Sociale Retfærdighedskrav i dansk Lovgivning (1907) og andre. Hans sociale interesser har desuden givet praktisk udslag i hans virksomhed som voldgiftsdommer i stridigheder mellem arbejdere og arbejdsgivere, ved udarbejdelse af lovforslag om gifte kvinders retsstilling med mere. Han var formand for overnævnet for huslejesager for København og Frederiksberg 1918-22. Munch-Petersen var medlem af en række regeringskommissioner: universitetskomimissionen fra 1912, kommissionen til reform af den militære retspleje og flere andre, ligesom han i kraft af sin jernflid og ualmindelige arbejdskraft formåede at bestride en række andre offentlige og private hverv. Ikke mindst betydning havde hans administration af universitetets anliggender.
Munch-Petersen var ikke dekoreret og må altså have afslået at modtage Dannebrogordenen.
Han er begravet på Vestre Kirkegård.